# Cleome sinaloensis
Cleome sinaloensis là một loài thực vật có hoa trong họ Màng màng. Loài này được Brandegee mô tả khoa học đầu tiên năm 1905.